# Кэрролл, Джеймс

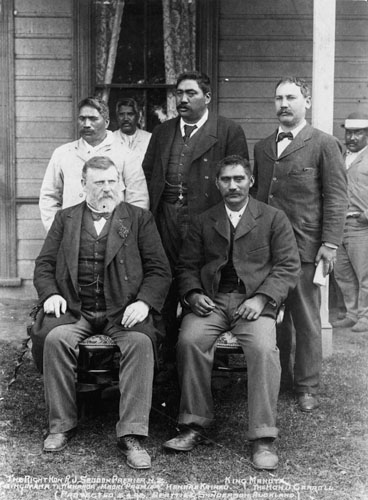
На фотографии 1898 г., в первом ряду, слева направо: Ричард Седдон, премьер-министр; Махута Тафиао, король маори. Во втором ряду, слева направо: Тупу Таингакава Те Вахароа; Хенаре Каихау, Тими Кара.

Джеймс Кэрролл, англ. James Carroll, среди маори известен как Тими Кара, маори Timi Kara, что представляет собой искажённое английское имя (1857, Вайроа—18 октября 1926, Окленд) — новозеландский политик. Начал свою карьеру с должности переводчика и агента по продаже земли, был избран депутатом по квоте от восточных маори в 1887 г., стал первым маори, занимавшим в 1899—1912 должность министра по делам коренного населения (Minister of Native Affairs). Пользовался высоким авторитетом в Либеральной партии, исполнял обязанности премьер-министра Новой Зеландии (вместо Уильяма Хол-Джонса) дважды, в 1909 и 1911 гг.

## Молодость
Родился в семье из восьми детей. Отец, Джозеф Кэрролл, был ирландец, а мать, Тапуке — маори из иви (племени) Нгати-Кахунгуну (Ngāti Kahungunu). Получил образование как в «фаре вананга» (маори whare wananga, традиционный маорийский колледж) и в школе города Вайроа для коренного населения, однако вскоре оставил школу, чтобы работать на ферме. В 1870, в возрасте 13 лет, участвовал в сражениях с Те Кооти. Стал кадетом департамента по делам коренного населения (Native Department) в Заливе Хока, позднее в Веллингтоне, однако снова вернулся на ферму в 1875 г. В 1881 г. женился на Хени Матероа (Heni Materoa) и поселился в Гисборне. Собственных детей не имели, но усыновили семерых.

## Политическая карьера
Впервые баллотировался в Парламент в 1884 г. по квоте от Восточных маори, однако проиграл выборы кандидату Ви Пере. В 1887 г. попал в парламент, выступая с критикой «Закона об управлении землёй коренного населения» (Native Land Administration Act) 1886 г., согласно которому предлагалось сдавать в аренду земли маори через правительственных комиссаров.
Став депутатом Парламента Новой Зеландии, Кэрролл хотел добиться равных прав для маори по сравнению с «пакеха» (белыми поселенцами), обеспечив маори право сдавать землю в аренду и использовать доходы для инвестиций в собственные фермы. Белые поселенцы предпочитали, чтобы земли находились в полной собственности, а не в аренде, и их мнение поддерживало правительство Гарри Аткинсона.
В марте 1892 г. назначен членом Исполнительного совета, представляющего коренное население, и в этом качестве был вынужден поддержать действия правительства по принудительной продаже земель. Заняв эту должность, он выступил с широкой критикой маорийских депутатов от движения Те Котахитанга и решил избираться от округа Ваиапу. Он стал депутатом в 1893 г. — первый представитель коренного населения, избранный в парламент белыми поселенцами («пакеха»).
Движение Те Котахитанга продолжало игнорировать парламент Новой Зеландии, создавая в противовес ему Парламент маори во главе с Хамиора Мангакахиа, и Кэрролл отправился в путешествие по общинам маори, агитируя против сепаратизма. В 1899 г. он стал министром по делам коренного населения в правительстве Либеральной партии — первым министром, имеющим маорийские гены. Его усилиями был принят Закон о советах маори (Māori Councils Act), который позволил создать местные маорийские комитеты, которые занимались вопросами медицины, санитарии и контроля за оборотом спиртного, и маорийские земельные советы, обладавшие правом продавать или сдавать в аренду землю.
Белые поселенцы («пакеха») считали, что большая часть Северного острова, находящегося под контролем маори, далеко ещё не освоена, что освоение земель нужно продолжать и расширять. Кэрролл, как министр по делам коренного населения (Native Minister) оказался под их давлением: они требовали продавать больше земель. Многие маори считали, что Кэрролл сделал слишком много уступок, однако в любом случае он последовательно отстаивал права коренного населения, имея не слишком широкую поддержку со стороны правительства.
Дважды, будучи министром правительства от Либеральной партии, Кэрролл исполнял обязанности премьер-министра. Он стал первым маори, посвящённым в рыцари (награждён орденами Святого Михаила и Святого Георгия). Кэррол продолжал быть депутатом от округа Гисборн до выборов 1919 г., когда он потерпел поражение.
В 1921 г. Кэрролл назначен в Законодательный совет Новой Зеландии премьер-министром Уильямом Мэсси (William Massey). Находясь в составе Верхней палаты парламента Новой Зеландии, он поддержал своего друга Апирана Нгата и других молодых политиков маорийского происхождения.
Скоропостижно скончался в Окленде от почечной недостаточности 18 октября 1926 г. Тело было перевезено в Гисборн, похоронен на кладбище Макарака.